# Joseph Jakob Plenck
Joseph Jacob von Plenck  (Gorizia, 28 de novembro de 1738 – 24 de agosto de 1807) foi um médico e botânico austríaco.